# Особняк Єшуа Д. Салома
43°51′25″ пн. ш. 18°25′30″ сх. д. / 43.856894512291° пн. ш. 18.424992749503° сх. д.

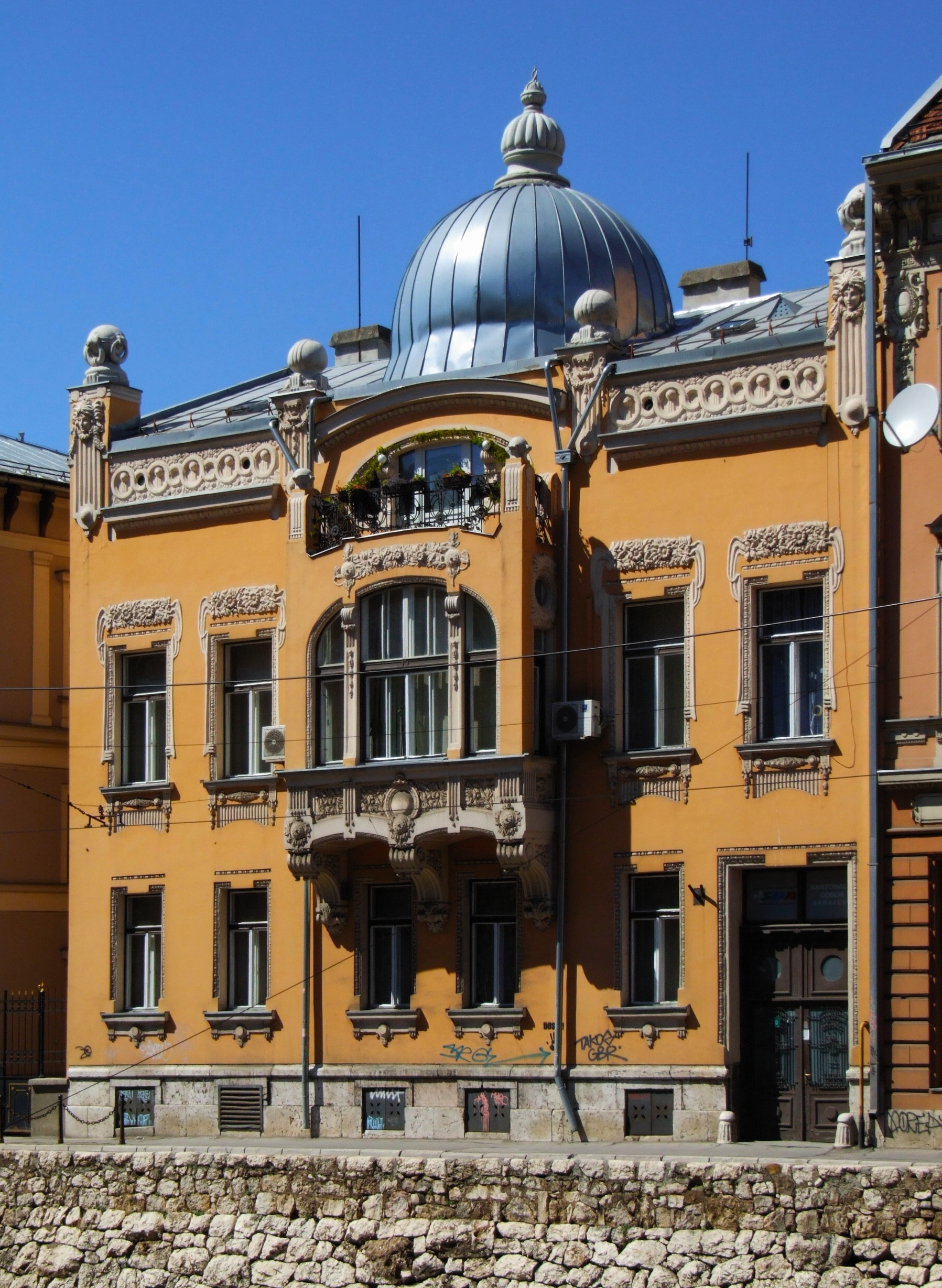
Будинок Єшуа Д. Салома (1901)

Особняк Єшуа Д. Салома знаходиться в муніципалітеті в Сараєво, Боснія і Герцеговина. З листопада 2008 року він внесений до списку національних пам'яток Боснії та Герцеговини.
Особняк Єшуа Д. Салома розташований на північній стороні річки Мілячка, на бані Обала Куліна номер 20 поруч з будівлями, побудованими за часів Австро-Угорщини. На протилежному березі Мілячки розташована синагога Ашкеназі.

## Історія
Особняк Єшуа Д. Салом був побудований у 1901 році навпроти синагоги Ашкеназі для видатного боснійського єврейського купця Єшуа Д. Салома за проектом відомого архітектора Йосипа Ванцаша. На підставі Положення про будівництво столиці — Сараєво 1893 року, уздовж правого берега Мілячки, від Вієчниці до мосту Дрвенія, можна було побудувати лише двоповерхові будинки.
Особняк — один із ранніх прикладів споруд, в яких бачили використання квіткових мотивів у стилі Віденської сецесії для житлових будинків. На той час це був авангардний об'єкт, з водою, внутрішньою сантехнікою, електрикою та системою опалення. Внутрішній двір із кам'яним фонтаном знаходився за будівлею.

«Bosnische Post» за 11 грудня 1901 року повідомляв про новосілля, яке відбулося попередньої неділі у чудовому новому «палаці» Єшуа Салома, члена єврейської сім'ї Сефардів у Сараєво:
У неділю вранці гер Єшуа Д. Салом запросив сараєвське товариство на відкриття свого нового палацу на Аппель-Кай. Його превосходительство Landeschef, барон Аппель і Його Високоповажність Цивільно-Adlatus Baron Кучер був присутній, як і багато вищі посадові особи, світські дами і панове, друзі і знайомі: з щирим захопленням вони оглянули успішне створення нашого власного художника, архітектора гер фон Ванкаш. У модному смаку доброго духу, який виставлений у цьому будинку у вигляді парфетної краси в поєднанні з корисним комфортом, він створив щось нове в Сараєво, що ми всі бажаємо скопіювати.
У 1922 році будівля була продана Сімо Крстічу, а в 1931 році особняк перейшов Національному банку Боснії і Герцеговини, який того ж року продав будинок Жаку Салому, директору першої боснійської фабрики сірників.
У 1962 році будівля була націоналізована як соціальна власність, в ній розміщувалася штаб-квартира Товариства інженерів та техніків Боснії та Герцеговини. З 1991 року в ньому розміщується Сараєвська кантональна рада Партії демократичних дій (SDA).
У 2008 році кантональний Інститут охорони культурної, історичної та природної спадщини Сараєво відбудував особняк, який тоді входив до списку національних пам'яток.

## Опис
Розміри — 27,70×16,55 м. Підлога — Підвал + Р + 1 + Мансарда, загальною висотою 18,20 м.
Південний фасад, що виходить до річки Мілячка, є прикладом репрезентативного фасаду міста, вирішеного в дусі сецесії. Оздоблення фасаду розвивається знизу вгору, при цьому основний акцент робиться на центрально розміщеній широкій розетці у вигляді лоджії, над якою є балкон та купол.
Вхід у будівлю — двокрилий дерев'яний портал розміром 2,15 м х 3,30 м, виготовлений з якісного дуба з коричневою захисною фарбою. Верхня частина порталу засклена і захищена оригінальним кованим металом з елементами у стилі модерн . На бічних частинах горища оформлений декорований пояс шириною 110 см, з мотивом поперемінного опускання більшого кола діаметром 50 см і меншого кола діаметром 25 см. По кутах горищ розташовані колони, на яких розташовані фігури флори. Ці стовпи оброблені стилізованим мотивом земної кулі.
Повна композиція завершена двоповерховим дахом, з якого росте яйцеподібний купол діаметром близько 3,70 м і висотою 5,10 м.